# Larry Hogan
Lawrence Joseph "Larry" Hogan, Jr., född 25 maj 1956 i Washington, D.C., är en amerikansk republikansk politiker. Han var Marylands guvernör från 2015 till 2023.

## Politisk karriär
Hogan avlade en kandidatexamen (B.A.) i statsvetenskap 1978 vid Florida State University.
Hogan besegrade demokraten Anthony G. Brown i guvernörsvalet i Maryland 2014 efter att ha fått 51 procent av rösterna.
En opinionsundersökning från Washington Post-University of Maryland i april 2016 visade att Hogan hade ett godkännande betyg på 66 procent, vilket gör honom till den mest populära guvernören i Maryland sedan 1998. Hogans gynnsamma siffror hänförs till den förbättrade ekonomin i delstaten och Hogans beslut att styra ”som en moderat, med inriktning på skatter och andra plånboksfrågor samtidigt som Hogan undviker polariserande sociala ämnen som abort eller religiösa invändningslagar”.
Hogan diagnostiserades med blodcancer i juni 2015 och genomgick behandling.

### Abort och reproduktiva rättigheter
Hogan motsätter sig personligen abort men har sagt "han kommer inte att försöka ändra Marylands lagar som skyddar kvinnors rättigheter till proceduren eller för att begränsa tillgången till preventivmedel."